# Shiva Feshareki
Shiva Feshareki (Londres, 1987) es una compositora experimental, artista de tocadiscos y presentadora de radio británico-iraní. Como dj, interpreta sus composiciones como solista o junto a orquestas clásicas.  

## Biografía
Shiva Feshareki nació en Londres en 1987. Obtuvo un doctorado en Música del Royal College of Music. En 2017 fue reconocida con el Premio Ivor Novello a la Innovación (antes llamado Premio al Compositor Británico).

## Composiciones
A través de su trabajo de investigación y composición, contribuyó al redescubrimiento de algunos de los primeros pioneros de la música electrónica, como Pauline Oliveros, Daphne Oram y Éliane Radigue. Esto incluye su trabajo en la finalización y realización de Still Point de Daphne Oram en los BBC Proms junto a James Bulley.
2019
- Opus Infinity es una composición espacial para tocadiscos (turntables), conjuntos y sistemas de sonido a la medida. Fue estrenada por Shiva Feshareki y el Ensemble Modern en Frankfurt LAB en febrero de 2020.[8]
- Meditation on a Spiral Staircase para tocadiscos y ensamble de metales espacializado, estrenado en SOUNDLab por Shiva Feshareki y la sección de metales de la Filarmónica de Szczecin.[9]
- Vapour - Pista electrónica (solo)[10]
- Liquid Pyramid - Colaboración audiovisual con alx.000000[11]
- Perpetual Motion (en dos movimientos contrastantes) - para violín, violonchelo y electrónica, estrenado por la Britten Sinfonia en Milton Court, Barbican Center.
- New Forms LP[12]

2018
- Venus / Zohreh - para Cuarteto de cuerdas, se estrenó Ligeti Quartet.
- Venus / Zohreh - para Orquesta de cuerdas, estrenada por Dusseldorf Symphoniker dirigida por Zoi Tsokanou
- Unknown, Remembered - para soprano solo, viola da gamba y piano (todos amplificados y con sistemas de delay), comisionado por el Festival de Música de Spitalifelds
- Dialogue - para tocadiscos en vivo (o playback electrónico) y Orquesta, estrada por Shiva Feshareki y la BBC Concert Orchestra dirigida por Bramwell Tovey[13]
- GABA-analogue y O (revisado): estrenado en el York Hall por Shiva Feshareki, Kit Downes y Trinity Laban Symphony Orchestra, dirigida por Andre de Ridder.[14]
- Zohra - para violín amplificado y tocadiscos, lanzado e interpretado por Galya Bisengalieva
- Photek Remix on Mini Oramics Machine - para Mini Oramics Machine y tocadiscos modificado (construido por Tom Richards)
- Composition no.1 - acústica, electrónica, tocadiscos y medios mixtos.
- Still Point - Daphne Oram (1949, realizada por Shiva Feshareki y James Bulley) para orquesta doble , grabaciones instrumentales tratadas, micrófonos y discos. Se estrenó en el Royal Albert Hall para la BBC Proms con la London Contemporary Orchestra dirigida por Robert Ames.
- Star at Dawn - Electronic Track (Single)

2017
- The System (rework) - con el artista de instalación Haroon Mirza, para videos, LED y tocadiscos. Estrenada en la Colección Zabludowicz, Londres.
- O (versión 1) : para orquesta reestructurada, órgano y tocadiscos. Estrenada por Shiva Feshareki, Kit Downes y Aarhus Symphony Orchestra en Musikhuset Aarhus, Dinamarca.
- GABA-analogue (versión 1) - para orquesta espacializada deconstruida y baile break electrónico. Estrenada por Shiva Feshareki y la London Contemporary Orchestra en Printworks, Londres.

2016
- Still Point - Daphne Oram (1949, realizada por Shiva Feshareki y James Bulley), para orquesta doble, 5 micrófonos, 3 discos de 78 RPM, encargada por el Southbank Center.

2015
- The Calling - con Haroon Mirza, para soprano, tocadiscos preparados, violonchelo amplificado, UGKI, voluntarios, lámparas, radios de transistores, mesas, sistema de megafonía, proyector, pantalla de madera (4X7 pies), LED, caja de control, cono de altavoz de madera, soporte de metal, bombilla, vitrina, cableado, toma de control remoto, electrónica. Texto de Laura Marling (25 minutos aprox.). Estrenada en Barbican Center.
- Volcano Diaries - con Haroon Mirza, para clarinete bajo y contrabajo en mi bemol, Si bemol, soprano, órgano, video, LED y tocadiscos preparados (45 minutos aprox.). Estrenada en Union Chapel Islington.
- Revolutions dethrone kings and enthrone columns and watering cans - para piano, tocadiscos, trompeta, violonchelo, clarinete y voz. Estrenada en Kettle's Yard Cambridge.
- For Jack (Volcano) - lámpara LED, osciladores sensibles a la luz (también conocido como "box of joy"), korg kaoss pad, disco de vinilo "disco clásico" y tocadiscos. Estrenada en Kettle's Yard Cambridge.

2014
- Volcano - para cuatro tocadiscos y circuito LED. Estrenada en Casa Fiorucci, Italia 2014.
- State / Jam / Reflect - para dos violonchelos, clarinete, clarinete bajo y corno francés. Estrenada en Shoreditch House.
- 12 partituras gráficas para 12 instrumentos solistas. Inspirado en la fantasía infantil, para niños - Royal College of Music.
- Una pieza de sonido envolvente para 8 tocadiscos preparados, 9 instrumentos, video y LED - En colaboración con Haroon Mirza. Avance de London Sinfonietta en el ICA London.

2010
- out of sorts - para octeto de cuerdas. Estrenada por la Filarmónica de Londres. Royal Festival Hall.

2009
- TTKonzert - para 4 tocadiscos, Kaoss Pad, cuarteto de saxofones y orquesta. Interpretado por Shiva Feshareki y la London Contemporary Orchestra, Roundhouse, Londres.

2008
- critical distortions - para violonchelo solo y 2 tornamesas. Estrenada por Natalie Clein y Shiva Feshareki en el Bath International Music Festival.
- on the 12th floor - para violín, violonchelo, clarinete y piano.
- insistent distortions - orquesta de cámara. Estrenada por la Orquesta Nacional de Cámara Juvenil de Gran Bretaña, Chelthenham Music Festival.

2007
- dancefloor distortions - para orquesta de cámara y bajo. Estrenada por la Orquesta Filarmónica de Londres en el Queen Elizabeth Hall.
- she cried - para voz femenina. Grabado por Mica Levi en RCM Studios.
- she cried - para flauta baja solista. Estrenada por Carla Rees. Iglesia de San Leonard, Shoreditch, Londres.

## Premios
- Premio del compositor británico de BASCA a la innovación en 2017[15]
- Premio London Music Masters Composer Award en 2016
- Premio de Composición de la Royal Philharmonic Society 2009[16]
- Premio Women Make Music PRS[17]
- BBC/Guardian joven compositor del año en 2004[18]

## Festivales del Reino Unido e internacionales
- Los BBC Proms[19]
- MUTEK, Montreal
- Maerzmusik (The Long Now) - Kraftwerk, Berlín.
- Bienal de Música Nueva de la Fundación PRS - Southbank Center and Hull.
- Sonar, Barcelona.
- Asamblea General, Fundación VAC, Museo de Arte Moderno de Moscú.
- Festival de Jazz de Londres, Queen Elizabeth Hall.
- Festival de Aldeburgh.
- Festival de hiperrealidad para la cultura del club, Viena.
- Saturnalia en Macao, Milán.
- Lates de hormigón, Southbank Center.
- Arty Farty - Auditorio-Orchestre National de Lyon.
- SOUNDLab, Filarmónica de Szczecin.
- Longplayer Day - Faro en Trinity Buoy Warf.
- Sheffield Chamber Music Festival (Music in the Round).
- Aarhus Festuge.
- Uniqlo Tate Lates.
- Deep Minimalism, Southbank Centre.
- Station to Station, Barbican Center.
- Forget Amnesia, Volcano Extravaganza, Stromboli.
- Reverberación en Roundhouse.
- Festival de Cheltenham.
- Cambridge International
- Bath International.